# Савдония
Савдония (лат. Sawdonia) — род вымерших растений из класса Зостерофилловые, близких к современным плауновидным. Произрастал в девоне, 411—375 млн лет назад. Это одно из древнейших наземных споровых растений. Известен из нижнего девона Канады и Саяно-Алтайской области России, также из верхнедевонских отложений севера США и Шотландии. Также найден в Польше и Бельгии.

## Описание
Это было примитивно устроенное травянистое растение. Вильчато разветвлённые оси, покрытые колючкообразными выростами, предшествовали настоящим побегам. Спорангии сидели на осях вперемешку с выростами. Корней не было, вместо них были развиты небольшие корневидные выросты — ризоиды.

## Виды
- Sawdonia acanthotheca
- Sawdonia ornata
- Sawdonia wyomingense